# Vijfhoeksgetal

Eerste hoekpunt

Eerste zes vijfhoeksgetallen

Een vijfhoeksgetal is een geheel getal, dat het aantal punten is van gezamenlijke regelmatige vijfhoeken met een gemeenschappelijk eerste hoekpunt en twee gedeeltelijk gemeenschappelijke zijden, dus met een telkens oplopend aantal punten per zijde. Vijfhoeksgetallen zijn net zoals driehoeksgetallen en kwadraten voorbeelden van veelhoeksgetallen. Daarna komen de zeshoeksgetallen.
De eerste tien vijfhoeksgetallen zijn:
1, 5, 12, 22, 35, 51, 70, 92, 117, 145
De 12 punten voor het vijfhoeksgetal 12 liggen niet in een rooster.
De formule voor het {\displaystyle n}-e vijfhoeksgetal is, voor {\displaystyle n\geq 1}:
{\displaystyle V_{n}={\frac {n(3n-1)}{2}}}